# Linden 5

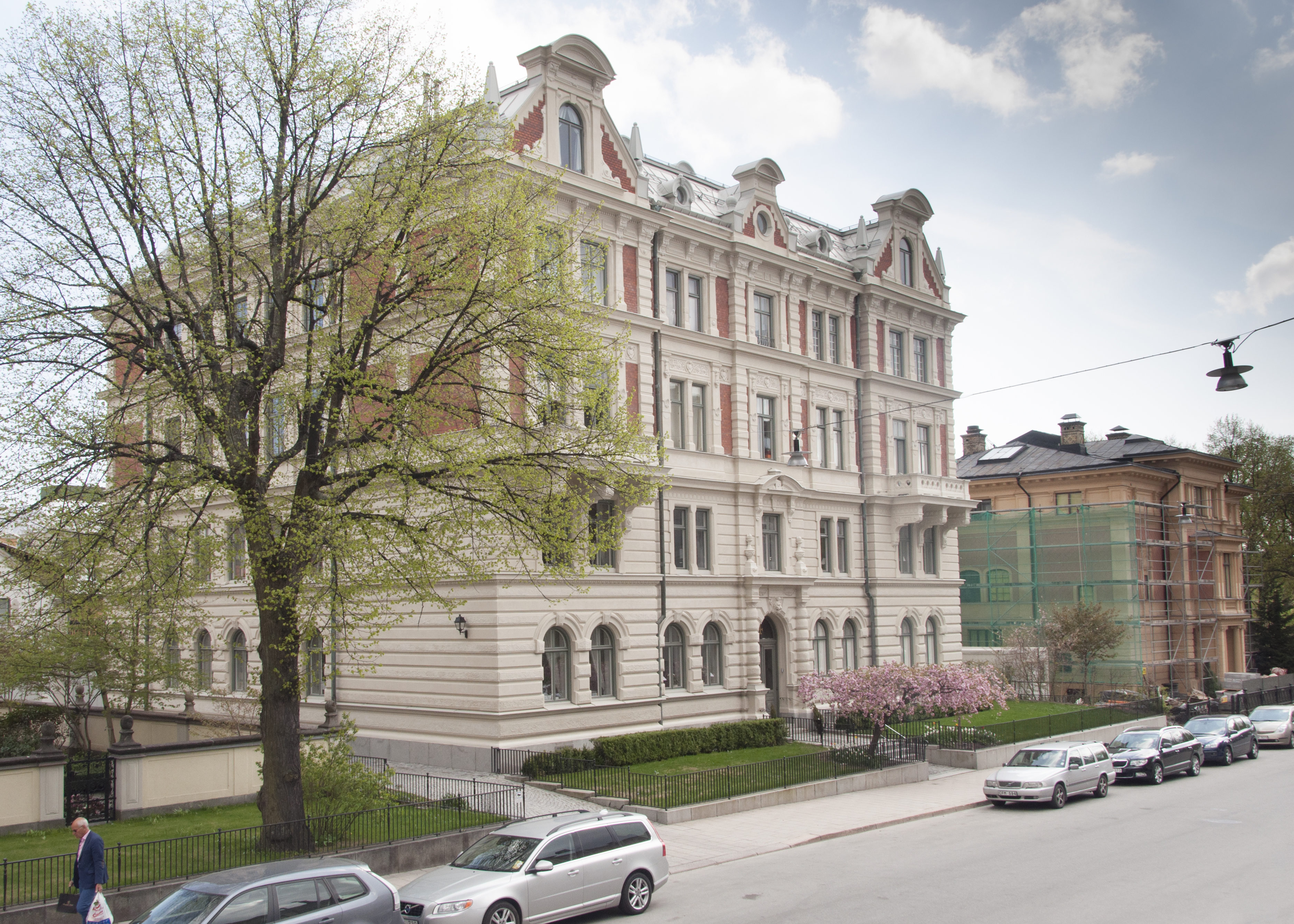
Linden 5

Linden 5 är en fastighet på Villagatan 4 i Villastaden på Östermalm i Stockholms innerstad. Byggnaden går ibland går under namnet Wallenbergska huset.
Området norr om Humlegården hade med början på 1870-talet exploaterats efter engelskt mönster som Sveriges första villastad. Projektets initiativtagare Henrik Palme uppförde 1877 en egen villa på tomten till Linden 5, enligt Ernst Jacobssons ritningar. Efter att Palme flyttat till Djursholm köptes den av konsul Oscar Ekman, som sedan tidigare bebyggt Linden 3 med en villa. Han lät 1887 riva huset, och 1887-1888 uppfördes istället ett stort hyreshus på tomten, som kan sägas var ett tidigt bidrag till Villastadens förgrovning, där villorna ersattes av friliggande flerfamiljshus. Ritningarna uppgjordes av arkitektbröderna Axel och Hjalmar Kumlien, vilka båda bodde i området. Byggmästare var Ankarstrand & Nyström. I de rikt utformade fasaderna blandades puts- och tegelteknik inspirerade av tysk renässans. Lägenhetsstorlekarna var generösa om 6 respektive 7 rum och kök.
1904 förvärvades fastigheten av kapten Oscar Wallenberg, och är sedan dess känt som det Wallenbergska huset då det under lång tid var bebott av medlemmar ur släkten. 
Byggnaden innehåller numera bostadsrätter. Den är blåklassad av Stockholms stadsmuseum vilket innebär att det kulturhistoriska värdet anses motsvara fordringarna för byggnadsminne.